# Seznam zápasů rakouské fotbalové reprezentace na MS
Rakouská fotbalová reprezentace byla celkem 7x na mistrovstvích světa ve fotbale a to v letech 1934, 1954, 1958, 1978, 1982, 1990, 1998.
- Aktualizace po MS 1998 - Počet utkání - 28 - Vítězství - 12x - Remízy - 4x - Prohry - 12x

| Číslo | Soupeř         | Výsledek   | MS      | Fáze turnaje                  | Góly Rakouska                                                     |
| ----- | -------------- | ---------- | ------- | ----------------------------- | ----------------------------------------------------------------- |
| 1.    | Francie        | 3 – 2 (PP) | MS 1934 | první kolo                    | Matthias Sindelar, Anton Schall, Josef Bican                      |
| 2.    | Maďarsko       | 2 – 1      | MS 1934 | čtvrtfinále                   | Johann Horvath, Karl Zischek                                      |
| 3.    | Itálie         | 0 – 1      | MS 1934 | semifinále                    | Ne                                                                |
| 4.    | Skotsko        | 1 – 0      | MS 1954 | skupinová fáze - skupina C    | Erich Probst                                                      |
| 5.    | Československo | 5 – 0      | MS 1954 | skupinová fáze - skupina C    | Ernst Stojaspal (2), Erich Probst (3)                             |
| 6.    | Švýcarsko      | 7 – 5      | MS 1954 | čtvrtfinále                   | Theodor Wagner (3), Robert Körner (2), Ernst Ocwirk, Erich Probst |
| 7.    | Německo        | 1 – 6      | MS 1954 | semifinále                    | Erich Probst                                                      |
| 8.    | Uruguay        | 3 – 1      | MS 1954 | o 3. místo                    | Ernst Stojaspal (penalta), Luis Cruz (vlastní URU), Ernst Ocwirk  |
| 9.    | Brazílie       | 0 – 3      | MS 1958 | základní skupina D            | Ne                                                                |
| 10.   | Sovětský svaz  | 0 – 2      | MS 1958 | základní skupina D            | Ne                                                                |
| 11.   | Anglie         | 2 – 2      | MS 1958 | základní skupina D            | Karl Koller, Alfred Körner                                        |
| 12.   | Španělsko      | 2 – 1      | MS 1978 | základní skupina 3            | Walter Schachner, Hans Krankl                                     |
| 13.   | Švédsko        | 1 – 0      | MS 1978 | základní skupina 3            | Hans Krankl (penalta)                                             |
| 14.   | Brazílie       | 0 – 1      | MS 1978 | základní skupina 3            | Ne                                                                |
| 15.   | Nizozemsko     | 1 – 5      | MS 1978 | semifinálová fáze - skupina A | Erich Obermayer                                                   |
| 16.   | Itálie         | 0 – 1      | MS 1978 | semifinálová fáze - skupina A | Ne                                                                |
| 17.   | SRN            | 3 – 2      | MS 1978 | semifinálová fáze - skupina A | Berti Vogts (vlastni FRG), Hans Krankl (2)                        |
| 18.   | Chile          | 1 – 0      | MS 1982 | základní skupina 2            | Walter Schachner                                                  |
| 19.   | Alžírsko       | 2 – 0      | MS 1982 | základní skupina 2            | Walter Schachner, Hans Krankl                                     |
| 20.   | Německo        | 0 – 1      | MS 1982 | základní skupina 2            | Ne                                                                |
| 21.   | Francie        | 0 – 1      | MS 1982 | skupinová fáze D              | Ne                                                                |
| 22.   | Severní Irsko  | 2 – 2      | MS 1982 | skupinová fáze D              | Bruno Pezzey, Reinhold Hintermaier                                |
| 23.   | Itálie         | 0 – 1      | MS 1990 | základní skupina A            | Ne                                                                |
| 24.   | Československo | 0 – 1      | MS 1990 | základní skupina A            | Ne                                                                |
| 25.   | USA            | 2 – 1      | MS 1990 | základní skupina A            | Andreas Ogris, Gerhard Rodax                                      |
| 26.   | Kamerun        | 1 – 1      | MS 1998 | základní skupina B            | Toni Polster                                                      |
| 27.   | Chile          | 1 – 1      | MS 1998 | základní skupina B            | Ivica Vastić                                                      |
| 28.   | Itálie         | 1 – 2      | MS 1998 | základní skupina B            | Andreas Herzog (penalta)                                          |